# سلنید بیسموت
سلنید بیسموت (به انگلیسی: Bismuth selenide) با فرمول شیمیایی Bi۲Se۳ یک ترکیب شیمیایی با شناسه پاب‌کم ۶۳۷۹۲۶۹ است. که جرم مولی آن ۶۵۴٫۸ g/mol می‌باشد. 